# Richard Panneflek
Richard J.J. Panneflek is een Sint Maartens politicus voor de United People's Party (UP). Van 28 maart 2020 tot 16 april 2021 was hij minister van Volksgezondheid, Sociale Ontwikkeling en Arbeidszaken in het kabinet-Jacobs II. Tijdens zijn ministerschap was hij verantwoordelijk voor de bestrijding van coronapandemie op Sint Maarten.
Van 2010 tot 2012 was Panneflek plaatsvervangend gevolmachtigd minister, aangesteld door het kabinet-Wescot-Williams I. Daarna was hij van 2013 tot en met 2016 secretaris-generaal van het Ministerie van Justitie. Panneflek stond tijdens verkiezingen voor de Staten van Sint Maarten van 2010, 2016 en 2020 op de lijst voor de UP, in geen van de jaren stond hij op een verkiesbare plek.